# GG Allin
Kevin Michael „GG“ Allin, rodným jménem Jesus Christ Allin (29. srpna 1956 – 28. června 1993) byl americký punkrockový zpěvák a skladatel, který vystupoval a spolupracoval s několika hudebními skupinami. GG Allin je všeobecně známý pro svá živá vystoupení, v nichž často používal transgresívní umění včetně koprofágie, sebemrzačení a útoků na publikum. V hudební činnosti byl plodný a nahrál několik písní nejen v punkrocku, ale také v mluveném slově, rocku a country. Jeho extrémně politicky nekorektní texty zahrnovaly témata jako misantropie, misogynie, pedofilie a rasismus. Z tohoto důvodu byl názor na jeho tvorbu polarizovaný.
Jeho hudba byla často špatně nahrána, v limitované distribuci a měla negativní kritiku. Navzdory těmto faktorům si Allin udržoval svou popularitu a fanouškovskou základnu, která se po jeho smrti rozrostla. Přestože Allin několik let před smrtí říkal, že spáchá sebevraždu na jevišti, zemřel 28. června 1993 na předávkování heroinem.

## Dětství a dospívání
Allin se narodil v 29. srpna 1956 v Lancasteru ve státě New Hampshire pod jménem Jesus Christ Allin. Jeho otec byl Merle Colby Allin Sr. (1923–2001) a jeho matka byla Arleta Gunther (1936–2019). Byl takto pojmenován poté, co jeho otec řekl své manželce že ho navštívil Ježíš Kristus a sdělil mu že se jeho syn stane Mesiášem. V dětství neuměl Allinův starší bratr vyslovit "Jesus" správně, a proto ho oslovoval "dže dže", z čehož později vzniklo "GG".
Allinova rodina žila ve srubu bez elektřiny a tekoucí vody. Jeho otec byl náboženský fanatik, několikrát své rodině vyhrožoval smrtí. Jednou ve sklepě vykopal hroby a vyhrožoval že je v blízké budoucnosti zaplní. Zakazoval mluvení v domě po tmě a omezoval kontakt rodiny s okolím. Jeho matka se dvakrát pokusila s dětmi o útěk. Poprvé byl pokus zmařen když otec unesl Allina, po druhé se jí to však podařilo. Allin byl rád za své dětství, poněvadž ho obdařilo "duší bojovníka" již v mládí.
V roce 1961 se jeho matka dala rozvést s Merlem Sr. vzhledem k jeho zhoršujícímu se mentálnímu stavu. Allin a jeho bratr byli poté vychovaní matkou a nevlastním otcem. Allin měl potíže se vzděláváním a byl dán do školy pro postižené. V desáté třídě začal do školy chodit v ženském oblečení. Dle jeho staršího bratra byl za svoji nekonformitu ve škole šikanován.  Allin při rozhovoru řekl že jeho dětství bylo "velmi chaotické. Plné možností a nebezpečí. Prodávali jsme drogy, kradli jsme, vykrádali jsme domy i auta. Většinou jsme dělali cokoliv jsme chtěli, i v kapelách ve kterých jsme hráli. Tehdy nás lidi nenáviděli." 

## Diskografie
- Always Was, Is and Always Shall Be (1980)
- Eat My Fuc (1984)
- You'll Never Tame Me (1985)
- Sing Along Love Songs (1985)
- You Give Love a Bad Name (1987)
- Freaks, Faggots, Drunks and Junkies (1988)
- The Suicide Sessions (1989)
- Beautiful Afterbirth: Fucked & Framed (1990)
- Murder Junkies (1991)
- War in My Head – I'm Your Enemy (1993)
- Brutality and Bloodshed for All (1993)
- Carnival of Excess (1995)